# Gelliodes fibrosa
Gelliodes fibrosa är en svampdjursart som först beskrevs av Wilson 1925.  Gelliodes fibrosa ingår i släktet Gelliodes och familjen Niphatidae.
Artens utbredningsområde är Filippinerna. Inga underarter finns listade i Catalogue of Life.